# Donat Kirsch
Donat Kirsch (ur. 1953 we Wrocławiu) – polski prozaik, laureat Nagrody im. Wilhelma Macha, dyrektor generalny firmy konsultingowej Applied Expertise.

## Życiorys
Donat Kirsch od 1954 roku mieszkał w Tarnowskich Górach.
Ukończył II Liceum Ogólnokształcące im. Stanisława Staszica w Tarnowskich Górach. Następnie studiował fizykę na Uniwersytecie Jagiellońskim w Krakowie.
W 1973 roku wystawił w Strzybnicy sztukę Siedemnaście kwartetów liści.
Jego pierwszą publikacją była powieść Liście croatoan, pisana w latach 1971-1974, wydana w 1977 roku, za którą otrzymał Nagrodę im. Wilhelma Macha, wręczoną przez Jerzego Putramenta oraz III nagrodę w konkursie na debiut powieściowy wydawnictwa Czytelnik, przewodniczącym jury był Henryk Bereza. W 2012 roku ukazały się Liście, eseje Barbary Robakiewicz o powieści Liście croatoan.
Kirsch współtworzył scenariusz filmu dokumentalnego Inny dom z 1980 roku w reżyserii Grażyny Kędzielawskiej.
Druga powieść Kirscha, Pasaż, była ukończona już w 1980 roku i podpisano umowę w Czytelniku na jej druk. Ukazała się jednak dopiero wraz z opowiadaniem Beczka w 1989 roku na prawach maszynopisu w wydawnictwie MY. Oficjalna edycja miała miejsce w 2006 roku w wydawnictwie tCHu.
W 1980 roku Kirschowi zostało przyznane stypendium twórcze Ministra Kultury i Sztuki im. Tadeusza Borowskiego.
W 1981 roku w Twórczości ukazał się esej Kirscha pt. Elaborat – debiuty lat siedemdziesiątych, w którym autor odnosi się do twórczości takich pisarzy, jak Jan Drzeżdżon, Ryszard Schubert, Józef Łoziński, Marek Słyk i Adam Wiśniewski-Snerg.
W 1981 roku wyemigrował do USA z powodów politycznych. W Chicago otrzymał azyl polityczny i tamże pracował jako informatyk w firmie  Montgomery Ward, później jako operator komputerów w IBM. Studiował matematykę i informatykę na Illinois State University i Truman College. Przeniósł się do Kalifornii, w San Francisco ukończył studia matematyczne na San Francisco State University. Na początku lat 90. przeniósł się do Los Angeles. W 1996 roku założył firmę konsultingową Applied Expertise, świadczącą usługi z zakresu doradztwa informatycznego dla sektora bankowego.
Kirsch współtworzył książkę Struggle: The Art of Szukalski o Stanisławie Szukalskim, która ukazała się 2001 roku w wydawnictwie Last Gasp. Została napisana razem z żoną Evą Kirsch oraz George'em DiCaprio, jego synem Leonardem DiCaprio i Glennem Brayem.

## Twórczość[1]

### Powieści
- Liście croatoan, Czytelnik, Warszawa, 1977
- Pasaż/Beczka, Wydawnictwo “My”, Warszawa,1989
- Pasaż, doM wYdawniczy tCHu, Warszawa, 2006

### Opowiadania
- Zadziwiający wdzięk, Nowy Wyraz, 8/1977
- Nasz pierwszy świat, Twórczość, 12/1977
- Obrazki, ach te obrazki, Twórczość, 7/1979
- My sami sami, Nurty, 4/1980
- Córka, że płacze, Studio, t. 2/1982
- My sami sami, Gnosis, 4/1992
- Chronologia borealna, doM wYdawniczy tCHu, Warszawa 2017.